# Fjällig duva
Fjällig duva (Patagioenas speciosa) är en fågel i familjen duvor inom ordningen duvfåglar. Den förekommer från Mexiko till Argentina. Arten minskar i antal men beståndet anses vara livkraftigt.

## Utseende och läte
Fjällig duva är en stor och vacker duva. Hanen är rödbrun, honan mer gråbrun. Båda har en lysande röd näbb med gräddvit spets. På hals och undersida syns kraftig fjällning. I flykten uppvisar den en vitaktig buk som kontrasterar med svartaktig undersida på stjärten.

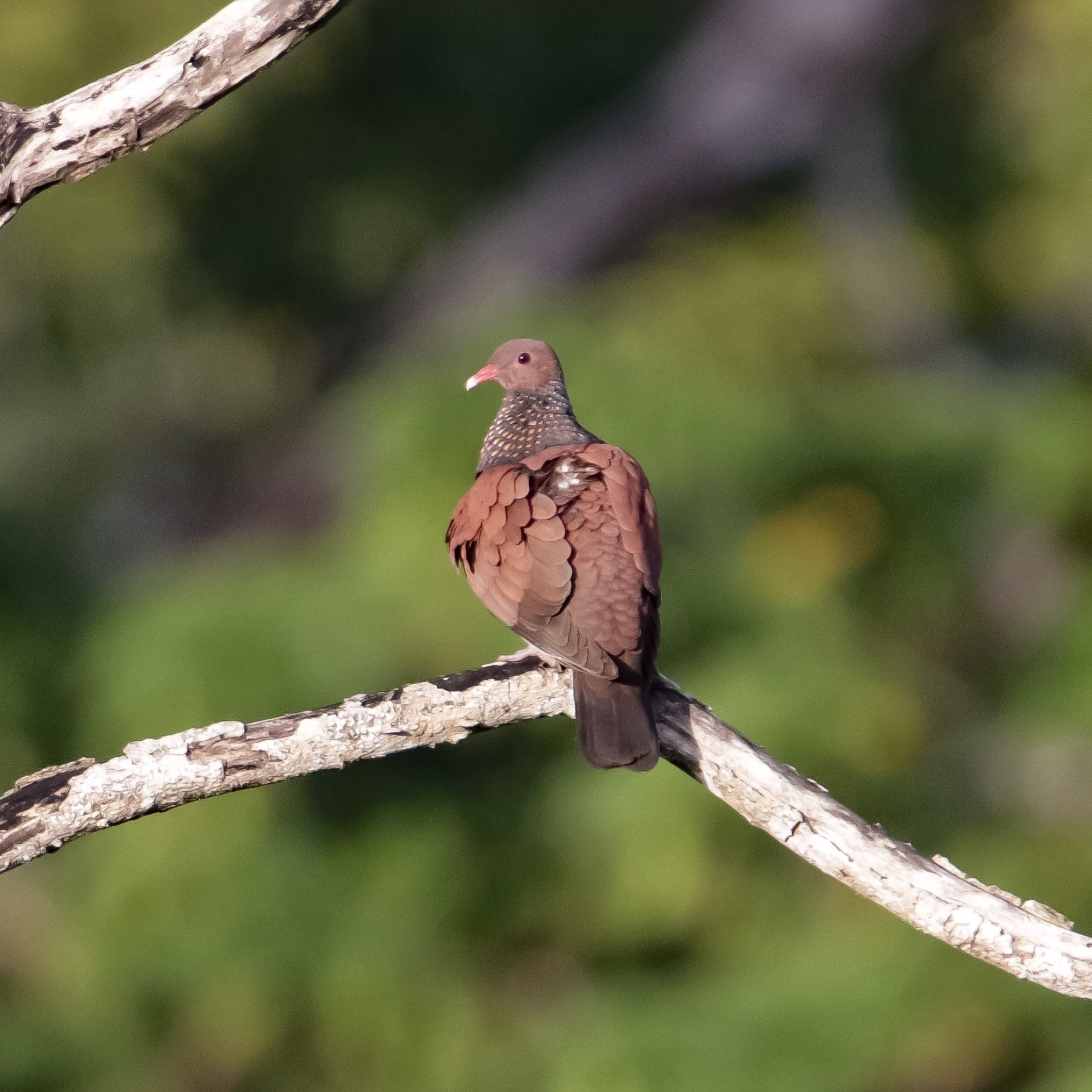

## Utbredning och systematik
Fågelns utbredningsområde sträcker sig från tropiska södra Mexiko till Brasilien och nordöstra Argentina. Den behandlas som monotypisk, det vill säga att den inte delas in i några underarter. 

Fjälliga duvans utbredningsområde i grönt.

### Släktestillhörighet
Tidigare inkluderades arterna Patagioenas i Columba, men genetiska studier visar att de amerikanska arterna utgör en egen klad, där Gamla världens arter står närmare släktet Streptopelia.

## Levnadssätt
Fjällig duva hittas i fuktiga skogar och skogsbryn i tropiska låglänta områden. Den ses vanligen flyga över, mindre ofta sittande i trädkronor i höga träd.

## Status och hot
Arten har ett stort utbredningsområde, men tros minska i antal, dock inte tillräckligt kraftigt för att den ska betraktas som hotad. Internationella naturvårdsunionen IUCN listar därför arten som livskraftig (LC). Beståndet uppskattas till i storleksordningen en halv till fem miljoner vuxna individer.